# Desmodium crassum
Desmodium crassum är en ärtväxtart som beskrevs av Marcus Eugene Jones. Desmodium crassum ingår i släktet Desmodium och familjen ärtväxter. Inga underarter finns listade i Catalogue of Life.